# Romuald Koliński
Romuald Tadeusz Koliński (ur. 7 lipca 1947, zm. 17 stycznia 2021 w Sieradzu) – polski samorządowiec i urzędnik, kapitan żeglugi wielkiej, w latach 1993–1994 prezydent Sieradza, w latach 2009–2010 przewodniczący sieradzkiej rady miejskiej.

## Życiorys
Syn Władysława i Marii. Absolwent Liceum Ogólnokształcącego im. Kazimierza Jagiellończyka w Sieradzu oraz Wydziału Rybactwa Morskiego Akademii Rolniczej w Szczecinie (1971). Uzyskał stopień kapitana żeglugi wielkiej. W 1990 po raz pierwszy wybrany do rady miejskiej Sieradza z ramienia Komitetu Obywatelskiego „Solidarność”. Od 18 maja 1993 do 6 lipca 1994 zajmował stanowisko prezydenta Sieradza, wybrano go głosami NSZZ „Solidarność” w miejsce Janusza Marszałkowskiego. Ponownie ubiegał się o stanowisko włodarza w 2002 z ramienia KWW Obywatelskie Porozumienie Prawicy (zajął 5 miejsce na 9 kandydatów). W 1998, 2006 i 2010 ponownie wybierany do rady miejskiej (w tym dwukrotnie z listy Prawa i Sprawiedliwości); w 2007 przeszedł do klubu Sieradzkiej Prawicy. Od czerwca 2009 do końca kadencji w 2010 pełnił funkcję jej przewodniczącego. W 2014 ubiegał się o reelekcję z własnego komitetu, a w 2018 – ponownie z listy PiS. Od 1999 zatrudniony w sieradzkim starostwie powiatowym jako naczelnik wydziału oświaty, następnie od 2007 do 2014 kierował Ośrodkiem Doradztwa Rolniczego w Kościerzynie.